# دیویس پارک (نیویورک)
دیویس پارک (به انگلیسی: Davis Park) یک منطقهٔ مسکونی در ایالات متحده آمریکا است که در شهرستان سافک، نیویورک واقع شده‌است.